# 2015年山西卫视报道漫展事件
2015年山西卫视报道漫展事件是指2015年7月26日山西卫视《新闻午报》节目以《动漫展有待规范》为标题，对在中国（太原）煤炭交易中心举办的Hobby Show动漫游戏嘉年华进行负面报道，并在报道后引发众多网友在新浪微博、百度贴吧等平台抗议声讨的事件。

## 事件经过
2015年7月24日，Hobby Show动漫游戏嘉年华开幕，并将持续至2015年7月26日闭幕。在举办过程中，山西卫视在既没有接到主办方邀请，也没有通知主办方的前提下，派出记者宋煜琦、张宇杰二人进入会场，对现场的Cosplay表演者进行拍摄，并对部分带孩子的家长进行了采访。
2015年7月26日，山西卫视新闻节目《新闻午报》以《动漫展有待规范》为题，对Hobby Show现场Cosplay表演者着装暴露、奇装异服、使用管制刀具等问题进行了报道。报道中，记者采访了部分带孩子的家长，家长纷纷表示该活动少儿不宜，会对未成年人的未来造成负面影响；此外，该报道还认为展会上的部分道具属于管制刀具范围，最终，派出所民警对违规道具进行了没收处理。
此报道一出，立刻引起了众多网友的关注及热议，截止2015年8月1日晚间，新浪微博上「山西卫视道歉」话题已有阅读次数已达到3100万次，讨论次数已达到13万次。

## 舆论

### 反对山西卫视
新闻报道后，部分网友表示不满，认为山西卫视是在恶意中伤、以偏概全、偷换概念，并且该新闻内容令人诧异，且过为偏激，失去了记者的职业操守，并要求山西卫视公开道歉。
此外，一些网友还认为随意拍摄Cosplay表演者侵犯了表演者的肖像权，并给在场表演者及未成年人被采访者内心造成巨大打击。为此，也有部分网友在新闻报道后以侵犯未成年人肖像权为由致电山西卫视，但遭遇电视台的蛮横回复。
一位名为苏赫，自称漫展工作人员之一的网友表示，Hobby Show现场的确有管制刀具入内，并对此表示抱歉。然而，也有部分网友指出，该报道中出现的所谓的管制刀具仍然存在疑点。
众多网友在山西卫视的官方新浪微博及百度贴吧下批评、谩骂山西卫视，也有部分网友通过发表带有「#山西卫视道歉#」的微博及评论以便宣传该事件。
同时，一些理智的网友也号召各位保持理智，避免过激及不当行为。

### 支持山西卫视
一些人在网上表示支持山西卫视的报道，称漫展「确实很黄很暴力，严重影响祖国未来的花朵的茁长成长」。此外还有一些人对提出道歉要求的网友进行了过激的语言攻击。

## 山西卫视反应
一位名为金工徐的知乎网友表示，事件发生后，山西卫视曾尝试将微博下的负面评论删除，然而因评论过多而放弃。而后山西卫视又不断地发表新微博试图将有负面评论的微博刷下去，最快时甚至2分钟发一条微博。
山西卫视未对该事件进行正式回应。